# لگد دورانی

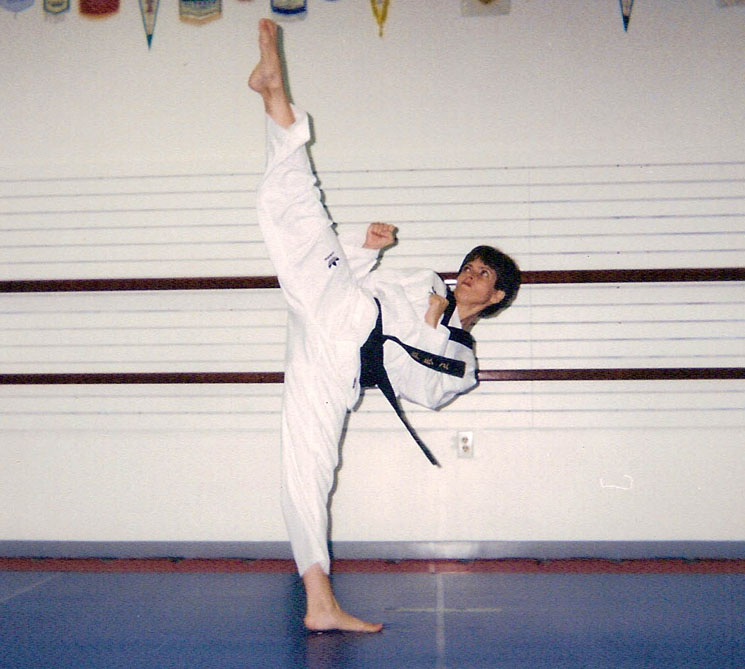
دولیوچاگی یک تکواندوکار

لگد دورانی (به ژاپنی: ماواشی گِری، به کره‌ای: دُلیو چاگی) یک ضربه پا است که در آن پا همراه با چرخش بدن به صورت دورانی حرکت می‌کند و سپس زانو باز شده و با قسمت جلوی پا به حریف ضربه زده می‌شود.
این ضربه یکی از پرکاربردترین ضربات پا در تمامی هنرهای رزمی است و در مبارزات رشته‌هایی چون کاراته(کیوکوشین،انشین،شوتوکان و...)، کیک‌بوکسینگ،ووشو یا کونگ فو، تکواندو، موای تای بیشتر از هر ضربه پای دیگری کاربرد دارد. در رشته‌های مختلف روش‌های متفاوتی برای زدن این ضربه وجود دارد. محل برخورد ضربه می‌تواند قسمت پایین (مثلاً کشاله ران)، قسمت میانی (مثل پهلو) یا قسمت بالای بدن یعنی سر و صورت باشد.

## کاراته

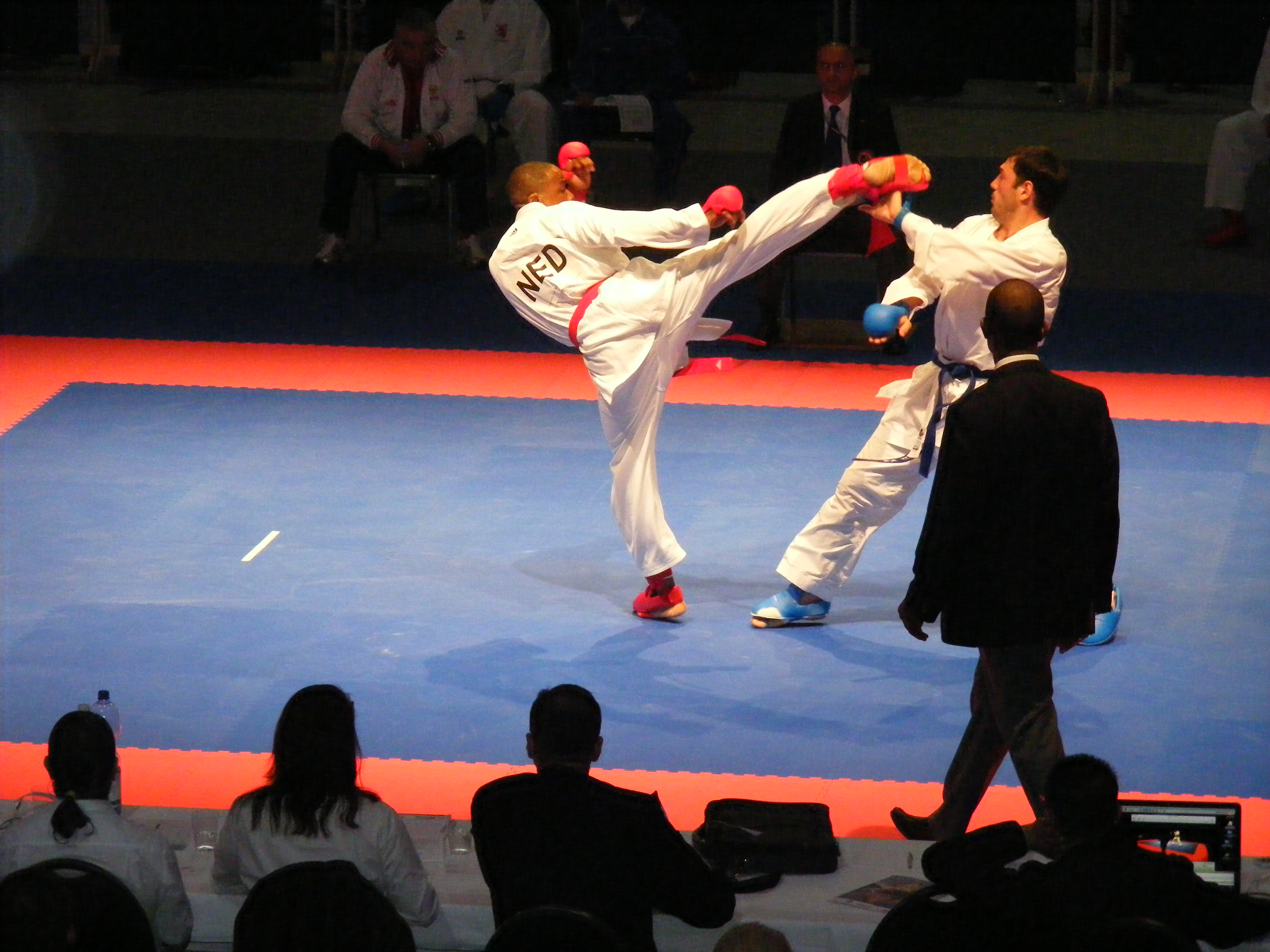
ماواشی گری در کاراته قهرمانی جهان

در کاراته از روش‌های مختلفی برای اجرای ضربه ماواشی گری استفاده می‌شود. در کاراته سنتی مثل شوتوکان عقیده براین است که اجرای این ضربه با سینه پا (برآمدگی زیر انگشتان در کف پا) پرقدرت‌تر و در عین‌حال کم‌خطرتر است. همچنین بعد از ضربه بایستی پا به سرعت جمع شود تا حریف آن را نگیرد. همچنین به دلیل سرعت بالای ضربه داشتن تعادل بسیار مهم است و برای حفظ تعادل بایستی پای دیگر کاملاً بر روی زمین باشد.
در برخی سبک‌های کاراته اجرای ماواشی گری با ساق پا نیز مرسوم است. در این روش ساق پا قسمتی است که به بدن حریف برخورد می‌کند.
«ماواشی گری برشی» یکی دیگر از انواع این ضربه است که در آن پا بالاتر از هدف مورد نظر قرار می‌گیرد و سپس به سمت پایین حرکت می‌کند. این روش برای ضربه به کشاله ران بسیار مؤثر شمرده می‌شود. در مسابقات هنرهای رزمی ترکیبی نیز ضربات ماواشی گری برشی معمول هستند.
در کیوکوشین کاراته نوع خاصی از ماواشی گری برشی ابداع شده که در آن ضربه با پاشنهٔ پا و با چرخش بیشتر کمر و انداختن وزن بدن به سمت حریف انجام می‌شود. در این شیوه معمولاً به گردن حریف حمله می‌شود. اویاما بنیانگذار کیوکوشین شیوه‌های دیگری از ماواشی گری را نیز آموزش می‌داد که در آن‌ها با ساق پا به ران و دنده‌ها حمله می‌شود.

## تکواندو

دولیوچاگی تکواندوکار افغان برای شکست جسم سخت

در تکواندو ضربه دولیوچاگی بسیار سریعتر از سبک‌های ژاپنی اجرا می‌شود. در این روش پای مخالف ۱۸۰ درجه به سمت عقب می‌چرخد و بالاتنه کاملاً به سمت عقب خم می‌شود.
انعطاف بالا و رقص پای مناسب و جهش کوتاه در هنگام ضربه از عوامل بالابرنده سرعت در شیوه تکواندویی دولیوچاگی هستند. محل برخورد ضربه نیز معمولاً روی پا است اما در فرم‌ها مثل کاراته سنتی ضربه با سینهٔ پا اجرا می‌شود.
همچنین در تکواندو عقیده بر اینست که پا قبل از آغاز چرخش بدن بایستی بالا آمده و از ناحیه زانو خم شود همان کاری که در ضربات آبچاگی (لگد جلو) و یوپ‌چاگی (لگد کناری) نیز انجام می‌شود. این کار باعث می‌شود تا حریف نداند که قرار است چه ضربه‌ای اجرا شود.
دولیوچاگی با پای جلو نیز یکی از روش‌های رایج اجرای دولیوچاگی در مبارزات تکواندو است. این روش با جمع شدن پا و سپس چرخیدن به سمت حریف همراه با یک جهش به جلو با پای عقب انجام می‌شود. این شیوه سرعت بیشتری دارد و ضربه از فاصلهٔ دورتری قابل اجرا است اما قدرت کمتری دارد چون چرخش کفل اندک است. بیل والاس مبارز معروف فول‌کنتاکت که در هر دو رشتهٔ تکواندو و کاراته آموزش دیده بود دولیوچاگی پای جلو را با مهارت بالایی اجرا می‌کرد.

## موای تای

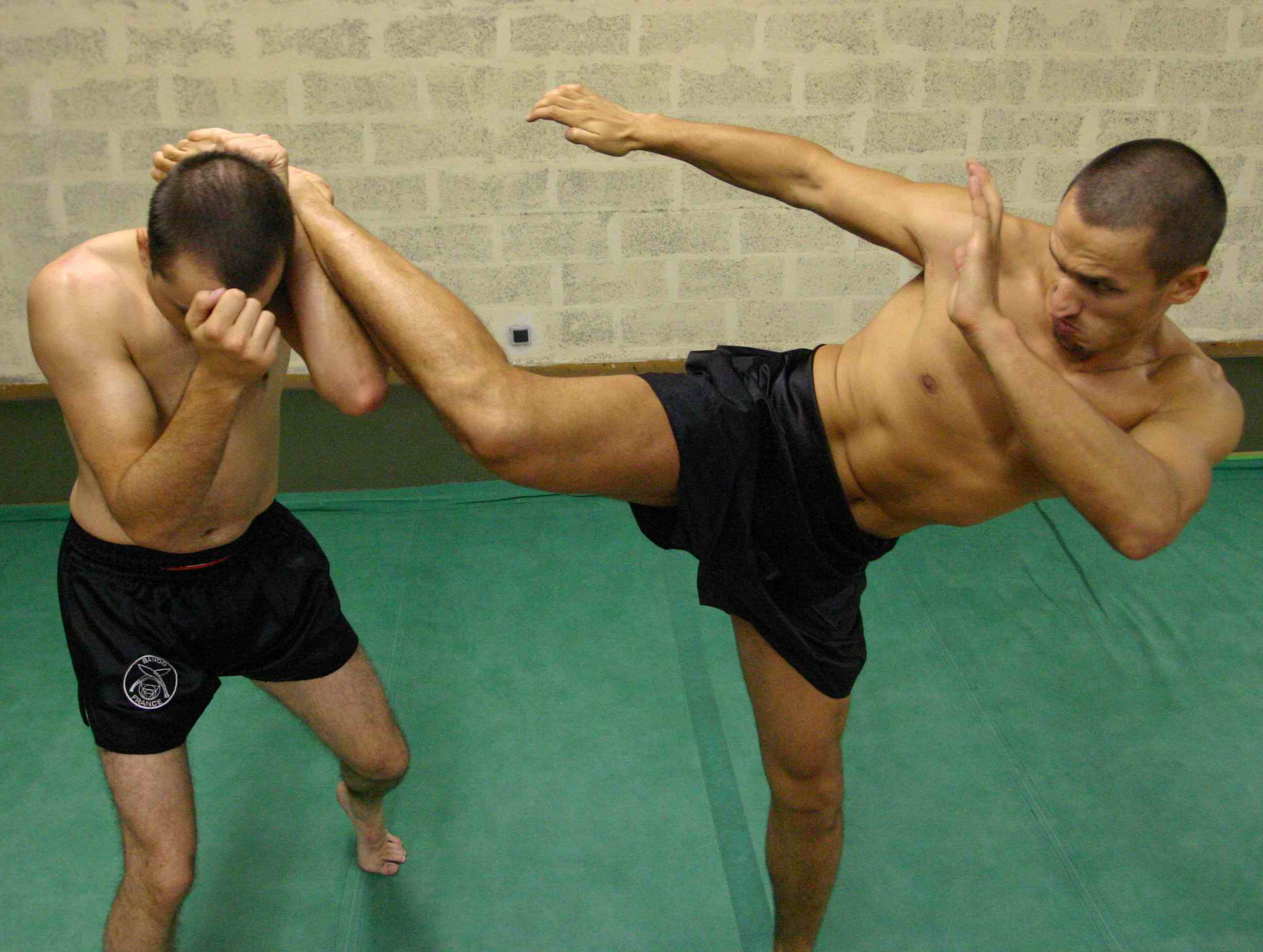
لگد دورانی با ساق پا در رشته میانماری لتوی

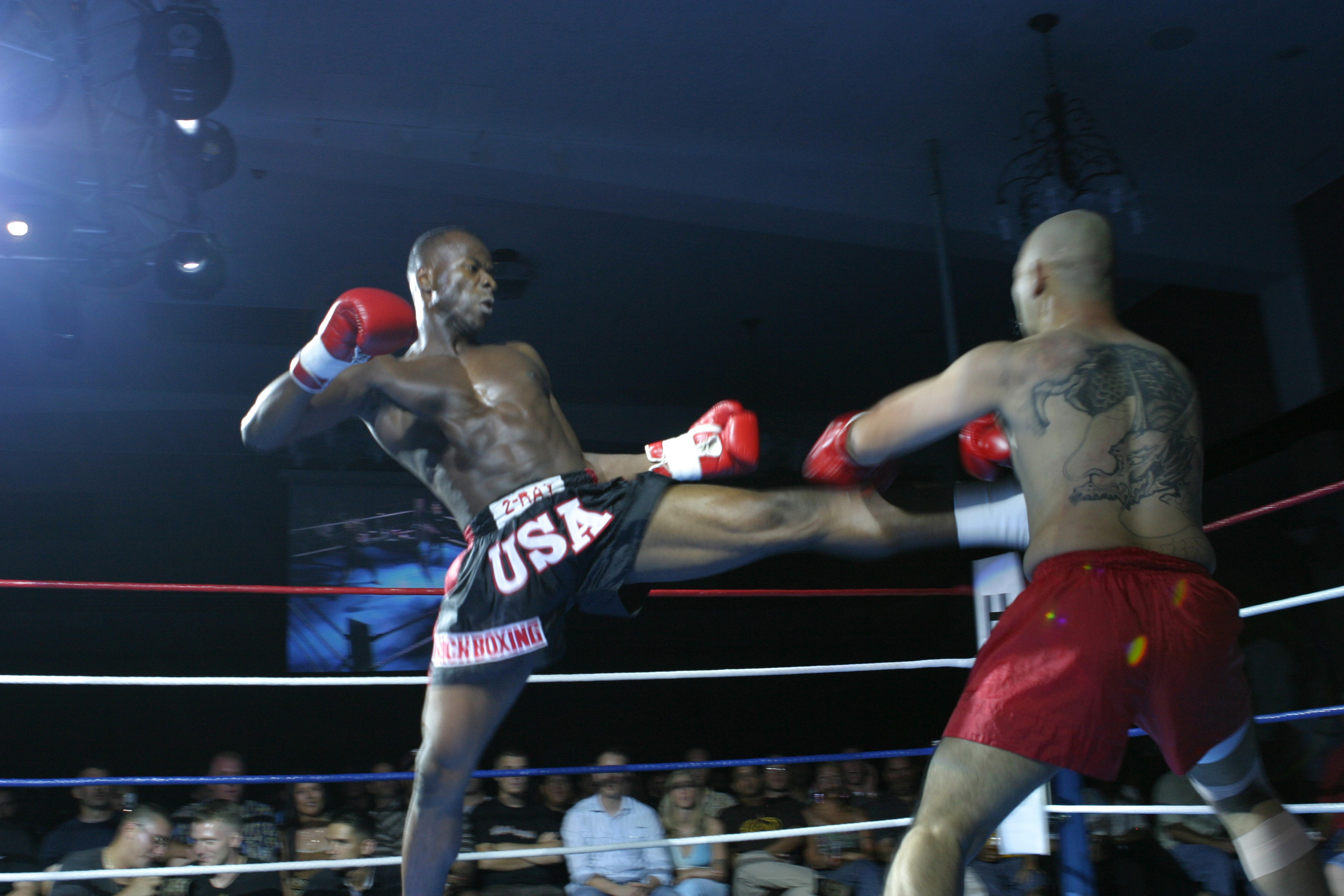
لگد دورانی به شکم در مبارزه کیک‌بوکسینگ

در موای تای این ضربه «ته تات» نامیده می‌شود. شیوه منحصربه‌فردی اجرای این ضربه در موای تای به‌طور گسترده‌ای در مسابقات فول کنتاکت و رینگی همچون کی وان و هنرهای رزمی ترکیبی مورد استفاده قرار می‌گیرد.
در شیوهٔ تایلندی این ضربه دوران کامل کفل انجام می‌شود. در حالیکه پا در بیشتر مسیر کاملاً صاف و بدون خم‌شدگی است. سپس ضربه با ساق پا به حریف زده می‌شود. ساق پا عضو حساس و آسیب‌پذیری است اما اگر به خوبی ساخته و پرداخته شد تبدیل به یک اسلحه بسیار نیرومند و حتی مرگبار می‌شود. به همین دلیل ساق پای اکثر قهرمانان موای تای به دلیل تمرینات فراوان پینه بسته است. خیلی از رزمی‌کاران قدرت آسیب‌زنندگی شیوه موای تای را مشابه با ضربه با یک چوب بیسبال می‌دانند.
در موای تای و سبک‌های دیگری چون کیک بوکسینگ و لتوی اجرای این ضربه با چرخش ۴۵ درجه و به صورت نیمه‌دورانی نیز رایج است. این ضربه معمولاً به صورت لوکیک برای حمله به قمست پایین بدن اجرا می‌شود.
مبارزان موای تای همچنین عقیده دارند که ضربات متوالی به یک نقطه ران باعث از پای در آمدن حریف می‌شود. ضربه به قسمت داخلی ران نیز در این سبک مرسوم است که باعث فشار به سرخرگ فمورال و وارد آمدن شوک به حریف می‌شود.

شیوه اجرای لگد دورانی در موای تای تفاوت‌های قابل توجهی با شیوه کاراته و تکواندو دارد. اجرای ضربه با زانو باعث می‌شود تا برد ضربه محدود شود اما اجرای آن در فواصل نزدیک ممکن باشد. در شیوهٔ کاراته و به ویژه شیوهٔ تکواندو نیروی ضربه از بازشدن مفصل زانو حاصل می‌شود اما در موای تای پا در طول مسیر صاف است و نیروی ضربه از چرخش کفل و پای مخالف به دست می‌آید. همچنین در سبک‌های دیگر این ضربه فقط یک لحظه با حریف برخورد می‌کند و سپس جمع می‌شود اما در موای تای پا پس از ضربه به حرکت خود ادامه می‌دهد تا نیروی بیشتری به حریف وارد شود. این شیوه باعث می‌شود در صورت برخورد نکردن ضربه مبارز ناچار شود یا ۳۶۰ درجه بچرخد یا در هوا ضربه را نیمه‌کاره بگذارد و در هر دو صورت ریسک از دست رفتن تعادل یا ضدحمله حریف افزایش خواهد یافت.

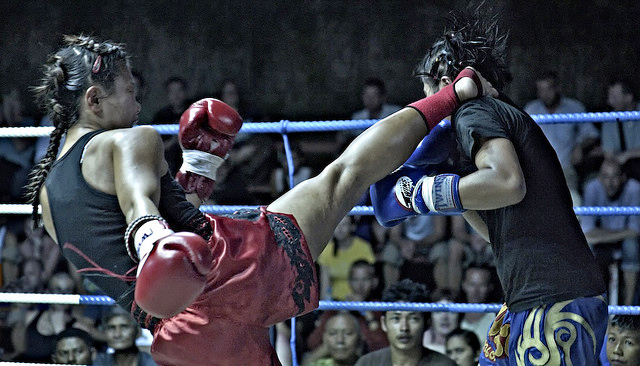
لگد دورانی در مبارزه موای تای

## سبک‌های دیگر

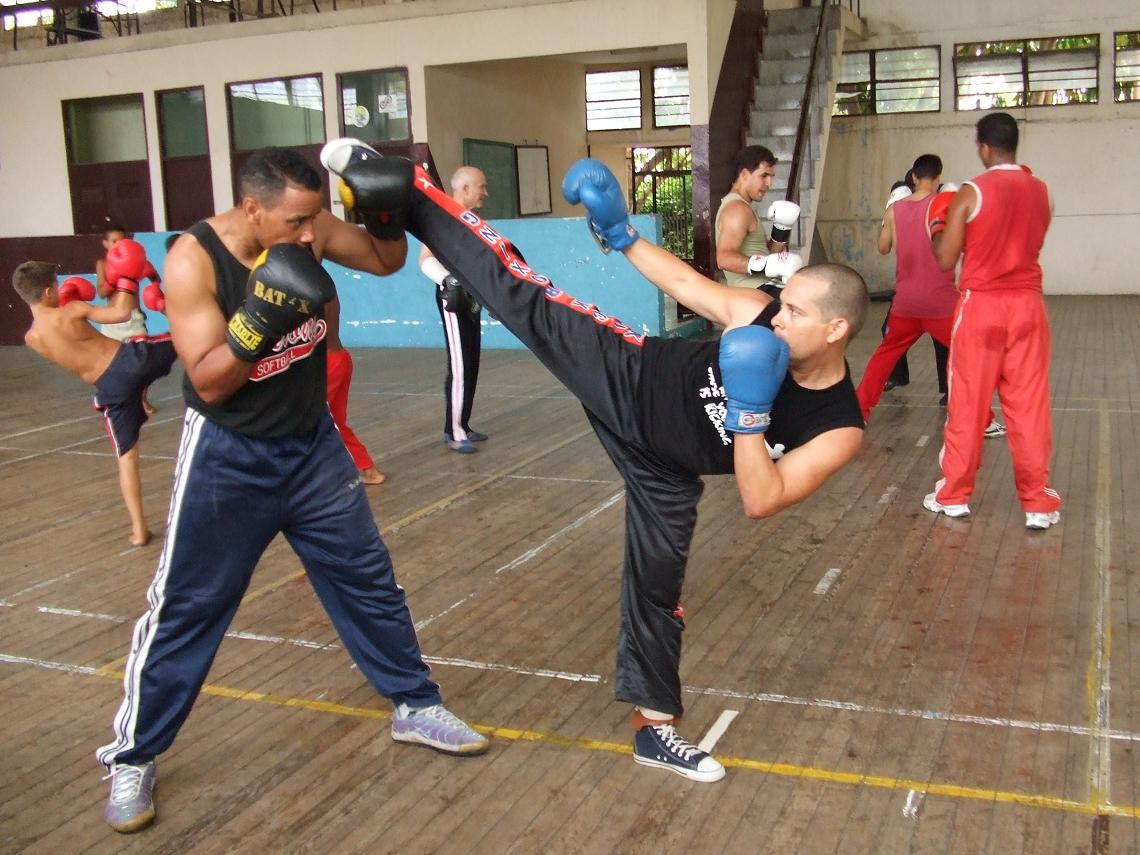
سمینار بین المللی بوکس ساواته فرانسوی هاوانا، کوبا. آوریل ۲۰۰۸

شیوه‌ای که در مبارزات ساندا (سانشو) رشتهٔ ووشو مرسوم است شباهت بسیاری به شیوهٔ موای تای دارد. با این تفاوت که ضربه با روی پا محل برخورد ضربه به حریف است درحالیکه در سبک تایلندی ساق پا به حریف برخورد می‌کند.
در رشته برزیلی کاپوئرا این ضربه به «مارتلو» به معنی چکش معروف است و مثل تکواندو با چرخش کامل بدن و پای مخالف انجام می‌شود. شکلی نمایشی از این ضربه نیز مرسوم است که در آن  بدن به قدری به سمت عقب خم می‌شود که دستها روی زمین قرار بگیرند.مثلاً در ووشوتالو یا پومسهُ تکواندو.
در ساواته (بوکس فرانسوی) نیز این ضربه به‌طور مستقل و بدون اقتباس از هنرهای رزمی شرق آسیا ابداع شده و «فوئتی» به معنی «تازیانه» نامیده می‌شود.